# 카푸트 모르투움

카푸트 모르투움의 연금술 기호

카푸트 모르투움(라틴어: caput mortuum, 복수형 capita mortua, 직역하면 "죽은 머리")은 승화와 같은 화학적 조작 후 남은 쓸모없는 물질과 쇠퇴와 부패의 정수(또는 니그레도라고도 함)를 의미하는 라틴어로 된 연금술 용어이다. 연금술사들은 이러한 잔여물을 양식화된 인간의 두개골, 즉 문자 그대로의 죽음의 머리로 표현했다.
이 페이지에 표시된 기호는 18세기 화학에서도 잔류물, 나머지 또는 잔여물을 의미하는 데 사용되었다. 카푸트 모르투움은 때때로 크로쿠스 메탈로룸(crocus metallorum), 즉 크로쿠스 마르티스(crocus martis, 황산 철)와 크로쿠스 베네리스(crocus veneris, 산화 구리) 같은 갈색을 띤 적색 금속 화합물을 의미하는 데도 사용되었다.